# Київські каштеляни
Київський каштелян — урядник (посадовець) у Києві часів Речі Посполитої, якого призначав король для управління «гродом», (замком) та навколишньою місцевістю.

## Особи
- Князь Михайло Вишневецький, з 1569
- Павло Сапега[1]
- Яків Чаплич гербу Кердея, 1585—1602
- князь Юрій Вишневецький, з 1609
- Адам Олександр Санґушко, з 7 листопада 1619
- Георгій Чаплич
- Гаврило Госцький (Гойський) гербу Кердея, помер 1623[2]
- Роман Гойський (Госцький) гербу Кердея, 1632
- Марцін Калиновський гербу Калинова
- Олександр Пісочинський (П'ясечинський) гербу Лис, помер 1646
- Адам Кисіль, до 1647
- Максиміліян Бжозовський, воєвода берестейський, православний; з 1648[3]
- Збіґнев Горайський гербу Корчак, помер 1655
- Стефан Чарнецький
- Александер Тарновський, до 1662
- Стефан Замойський
- Миколай Подльодовський гербу Яніна (пол. Mikołaj Podlodowski, з 1671[4])
- Маріуш-Станіслав Яскульський гербу Лещиць (був у 1676[4])
- Франциск Дідушицький гербу Сас
- Ярош (Геронім) Куропатніцький гербу Нечуя, помер 1696
- Станіслав Миколай Коссаковський гербу Сліповрон, помер 1706
- Фелікс (Феліціан) Чермінський[5]
- Юзеф Станіслав Потоцький, помер 1722
- Казімеж Стецький гербу Радван[6] (1722—1748)
- Никодим Воронич (1748—1761)
- Мацей Лянцкоронський (1762—1772)
- Юзеф Стемпковський (1772—1785)
- Александер Любомирський 1785—1790